# Milet
Milet (starogrško Μίλητος Mílētos; grško Μίλητος, Mílitos; hetitski zapis Millawanda ali Milawata (eksonima); latinsko Miletus; turško Milet) je bilo antično mesto na zahodni obali Anatolije blizu ustja reke Meander v antični Kariji. Njegove ruševine so v bližini današnje vasi Balat v provinci Ajdin v Turčiji. Pred perzijskim vdorom v sredini 6. stoletja pred našim štetjem je bil Milet največje in najbogatejše grško mesto.  Po drugih virih pa je bilo mesto precej bolj skromno do peloponeške vojne (431–404 pred našim štetjem), ko je bila mestna državica Samos na otoku Samos  večje in pomembnejše mesto in pristanišče v tistem času. Milet je dosegel največje bogastvo in sijaj v helenističnem obdobju (323–30 pr. n. št.) in poznejših rimskih časih.
Dokazov o prvi naselitvi ni zaradi dviga morske gladine in odlaganja usedlin reke Majander. Prvi razpoložljivi dokazi so iz neolitika. V zgodnji in srednji bronasti dobi je bilo naselje pod minojskim vplivom. Po legendi so Krečani izpodrinili avtohtone Lelege. Mesto se je preimenovalo v Milet po mestu na Kreti.
V pozni bronasti dobi v 13. stoletju pred našim štetjem je prišlo luvijsko govoreče ljudstvo iz južne osrednje Anatolije, ki so se imenovali Karijci. V istem stoletju so prišli tudi drugi Grki. Mesto se je uprlo Hetitom. Po njihovem padcu je mesto v 12. stoletju pred našim štetjem propadlo. Okoli 1000 pred našim štetjem so se priselili Jonci. Po legendi je bil ustanovitelj Nelej s Peloponeza.
Grško temno obdobje je čas jonskega naseljevanja in utrjevanja zavezništva, imenovanega Jonska zveza. Arhaično obdobje se je začelo z nenadnim in briljantnim prebliskom umetnosti in filozofije na obali Anatolije. V 6. stoletju pred našim štetjem je bil Milet mesto grških filozofskih (in znanstvenih) vrednot, ki  so se začele s Talesom, nadaljevale z Anaksimandrom in Anaksimenom (znani kot miletska šola), ki sta začela razmišljati o materialnem ustroju sveta in predlagala teorijo naturalistične (v nasprotju s tradicionalnimi, nadnaravnimi) razlage za različne naravne pojave.
Milet je rojstno mesto arhitekta Hagije Sofije (in izumitelja zunanjega opornika) Izidorja iz Mileta. Tales je bil predsokratik in so ga prištevali med sedem modrih okoli 624 pred našim štetjem.

## Geografija
Ruševine se vidijo na satelitskih zemljevidih pri (37°53′01″N 27°27′49″E / 37.88361°N 27.46361°E), približno 3 km severno od vasi Balat in 3 km vzhodno od Batıköy v provinci Ajdin, Turčija.
V antiki je mesto imelo pristanišče na južnem vstopu v velik zaliv, ob katerem sta bili še dve od dvanajstih tradicionalnih jonskih mest: Priene in Miunt. Pristanišče Milet je bilo dodatno zaščiteno z bližnjim majhnim otokom Lada. V stoletjih se je zaliv zamuljil z naplavinami reke Majander. Priena in Miunt sta izgubila svoje pristanišče že v rimski dobi, Milet sam je postal rečno mesto v začetku krščanske dobe; vsa tri so bila zapuščena, saj je njihovo gospodarstvo propadlo zaradi pomanjkanja dostopa do morja. Ob velikem spomeniku se je po pisanju Nove zaveze apostol Pavel ustavil na poti v Jeruzalem z ladjo. Srečal je efeške starešine, nato pa se je odpravil na obalo in se poslovil, je zapisano v Apostolskih delih 20,17–38 [].

### Geologija
V pleistocenski dobi je bilo območje Mileta potopljeno v Egejskem morju. Pozneje se je morje počasi znižalo in doseglo raven približno 130 metrov pod sedanjo ravnjo, to je bilo okoli 18.000 pred našim štetjem. Milet je bil del kopnega.
Okoli 5500 pred našim štetjem je postopno dvigovanje morja doseglo približno 1,75 m pod sedanjo ravnjo, kar je ustvarilo več kraških otokov iz apnenca, ki so bile prve naselbine okoli Mileta. Približno 1500 pred našim štetjem se je kraški rob premaknil zaradi majhnega premika zemeljske skorje in otoki so se združili v polotok. Od takrat je morje naraslo za 1,75 m, vendar je bil polotok obdan s sedimenti iz reke Majander in zdaj je to kopno. Zamuljevanje pristanišča se je začelo okoli 1000 pred našim štetjem in okoli 300 pred našim štetjem je nastalo jezero Bafa. 

## Zgodovina

### Neolitik
Najzgodnejši arheološki dokazi, ki so na voljo, kažejo, da so otoke, na katerih je Milet prvotno nastal, naseljevala neolitska ljudstva že 3500–3000 pr. n. št.  Cvetni prah v osnovnih vzorcih iz jezera Bafa v regiji Latmos, kopnem pri Miletu, kažejo, da ga je rahlo oplazil vrhunec gozda, ki je prevladoval v dolini reke Majander. Redke neolitske naselbine so bile ob izvirih, ki jih je bilo veliko, nekateri so bili geotermalni, saj je bilo to kraško območje, topografija riftne doline. Otoki bili morda naseljeni zaradi svojega strateškega pomena ob ustju reke Majander, poti na kopnem pa zaščitene z brežinami. Pašništvo v dolini bi bilo mogoče, a območje gleda proti morju.

### Bronasta doba
Pisna zgodovina Mileta se začne z zapisi Hetitov in mikenskimi zapisi iz Pilosa in Knososa v pozni bronasti dobi. Prazgodovinska arheologija zgodnje in srednje bronaste dobe kaže, da je bilo mesto bolj pod vplivom družbe in dogodkov drugod v Egejskem morju in na celini.

#### Minojska doba
Artefakti iz okoli 1900 pr. n. št. iz minojske civilizacije so s trgovino prispeli v Milet. Kar nekaj stoletij je ta civilizacija močno vplivala na mesto, arheološki dokazi se nagibajo k prilivu prebivalstva s Krete. Po Strabonu: 
Efor pravi: Milet so ustanovili in utrdili nad morjem Krečani, tam, kjer je zdaj Milet iz starih časov, naselil ga je Sarpedon, ki je pripeljal koloniste iz kretskega Mileta in ga po njem tudi poimenoval Milet, kraj je bil prej v posesti Lelegov'.
Legende, ki jih antični zgodovinarji in geografi pripovedujejo kot zgodovino, so morda najmočnejše; poznejši mitografi nimajo nič zgodovinsko oprijemljivega. 

#### Mikenska doba
Milet je bil mikenska trdnjava na obali Male Azije od približno 1450 do 1100 pred našim štetjem . Leta 1320 pred našim štetjem je mesto podprl protihetitski upornik Uhaziti iz bližnje Arzave. Mursili je odredil svojima generaloma Malazitiju in Guli, da napadeta Milavando (Milet) in ga požgeta; poškodovane tablice PHIIIA, najdene na kraju samem, so bile povezane s tem napadom. Pozneje je bilo mesto utrjeno v skladu s hetitskim načrtom.
Milet je omenjen v pismu Tavagalava: To je eno od pisem, znani sta še pismi Manapa-Tarhunta in Milavata, ki nista zanesljivo datirani. V pismu Tavagalava piše, da je imel Milavata (Milet) guvernerja Atpo, ki je bil pod pristojnostjo Ahijave (rastoča država, verjetno v PHIIIB mikenske Grčije) in da je bilo mesto Atrija pod miletsko pristojnostjo. V pismu Manapa-Tarhunta je omenjen Atpa. Diplomatski pismi pripovedujeta, da je pustolovec Pijamaradu ponižal Manapa-Tarhunta pred Atpom (poleg drugih nesreč); hetitski kralj je nato ulovil Pijamaraduja v Milavandi in v pismu Tavagalava zahteval njegovo izročitev Hetitom.
V pismu Milavata je omenjen skupen pohod hetitskega kralja in luvijskega vazala (verjetno Kupanta-Kurunta iz Mire) proti Miletu in ugotavlja, da je bilo mesto (skupaj z Atrijo) pod nadzorom Hetitov.
Homer omenja, da je bil med trojansko vojno Milet zaveznik Troje in je bilo mesto Karijcev pod Nasterjem in Amfimahom. 
V zadnjem obdobju PHIIIB je trdnjava iz bronaste dobe Pilos štela med svoje ženske sužnje tiste iz mi-ra-ti-ja, v mikenski grščini za "ženske iz Mileta", napisano v linearni pisavi B .  Ob razpadu civilizacije bronaste dobe je Milet spet pogorel, verjetno zaradi prihoda "morskih ljudstev".

### Temno obdobje
Mitografi pravijo, da je Nelej, sin Kodra, zadnji kralj v Atenah prišel v Milet po "vrnitvi Heraklidov" (med grškim temnim obdobjem). Jonci so ubili može iz Mileta in poročili njihove vdove. To je mitski začetek trajnega zavezništva med Atenami in Miletom, ki je igralo pomembno vlogo v nadaljnjih perzijskih vojnah.

### Arhaično obdobje
Mesto Milet je postalo eno od dvanajstih jonskih mest v Mali Aziji.
V 8. stoletju pred našim štetjem je bilo mesto vključeno v lelantsko vojno.

#### Povezave z Megaro
Milet je imel zgodnje vezi z Megaro v Grčiji. Po mnenju nekaterih znanstvenikov sta ti dve mesti zgradili "kolonizacijsko zavezništvo", sodelovali sta v 7./6. stoletju pr. n. št.
Mesti sta bili tesno povezani z Apolonovim preročiščem. Megara je sodelovala s tistim v Delfih. Milet je imel svoje Apolonovo preročišče Didimeus Milezios v Didimi. Prav tako so številne vzporednice v politični organizaciji obeh mest. 
Po Pavzaniasu so Megarijci trdili, da njihovo mesto dolguje svoj izvor Karu, sinu Foroneja, ki je zgradil mestno trdnjavo, imenovano Karija.  "Kar iz Megare" je morda "Kar iz Karije", znan tudi kot Kar (kralj Karije).
V poznem 7. stoletju pred našim štetjem je tiran Trazibul ohranil neodvisnost Mileta med 12-letno vojno proti lidijskemu kraljestvu.  Trazibul je bil zaveznik slavnega korintskega tirana Periandra.
Milet je bil pomembno središče filozofije in znanosti z možmi,  kot so bili Tales, Anaksimander in Anaksimen. Za to obdobje verske študije profesorja F. E. Petersa opisujejo pandeizem kot "zapuščino Miletčanov". 
V 6. stoletju pred našim štetjem je Milet razširil pomorski imperij s številnimi kolonijami, a se je moral boriti proti močnim Lidijcem doma in tiranu Polikratu, svojemu sosedu na zahodu, na Samosu.
Ko je perzijski kralj Kir premagal Krojza iz Lidije sredi 6. stoletja pred našim štetjem, je Milet padel pod perzijsko oblast. Leta 499 pred našim štetjem je bil miletski tiran Aristagor vodja jonskega upora proti Perzijcem. Perzija je upor zatrla in kaznovala Milet s prodajo vseh žensk in otrok v suženjstvo, ubijanjem moških, izgnala je vse mlade moške kot evnuhe, s čimer je zagotovila, da se Miletčan ne bo več rodil.  Leto pozneje je Frinih napisal tragedijo Zajem Mileta v Atenah. Atenci so ga kaznovali, ker jih je opomnil na njihovo izgubo.

### Klasično obdobje
Njegova rastrska zasnova je postala osnovna postavitev za rimska mesta.
Leta 479 pred našim štetjem so Grki odločno premagali Perzijce na grški celini in tudi Milet je bil osvobojen. V tem času je nastalo več drugih mest z miletskimi naseljenci, ki so segala v današnjo Turčijo vse do Krima.
Tam je učil tudi istoimenski ustanovitelj žgečkljive Miletske šole literature Aristid iz Mileta (2. st. pr. n. št.).

### Helenistično obdobje
Leta 334 pred našim štetjem je mesto skupaj z večino Anatolije zavzel Aleksander Veliki. V helenističnem obdobju je mesto doseglo svoj največji obseg. Znotraj njenih zidov je bilo približno 90 hektarjev. 

### Rimsko obdobje
Nova zaveza omenja Milet, ker je apostol Pavel leta 57 tu srečal starešine cerkve iz Efeza ob koncu svojega tretjega misijonarskega potovanja, kot je zapisano v Apostolskih delih (20, 15–38). Menijo, da se je Pavel ustavil ob velikem pristaniškem spomeniku in sedel na njegove stopnice. Morda je tam srečal efeške starešine in se nato od njih poslovil na obali. V Miletu je Pavel pustil Trofima, enega od sopotnikov, da bi si opomogel zaradi bolezni (2 Timotej 4, 20). Ker to ne more biti isti obisk kot po Apostolskih delih 20 (v katerem Trofim spremlja Pavla vse do Jeruzalema glede na 21, 29), je moral Pavel vsaj še enkrat obiskati Milet, morda šele leta 65 ali 66. Prejšnje uspešno triletno ministrovanje Pavla v najbližjem Efezu je povzročilo evangelizacijo celotne azijske province (glej Apostolska dela 19, 10, 20; 1 Kor 16, 9). Verjetno je bila vsaj ob drugem obisku apostola v Miletu že ustanovljena novonastala krščanska skupnost.

### Bizantinsko obdobje
Med bizantinskim obdobjem je metropolija v Miletu postala nadškofija in nato metropolitanska škofija. Majhen bizantinski grad, imenovan Palation, je na hribu zraven mesta in je bil zgrajen v tem času. Milet je vodil kurator. 

### Turška nadvlada
Seldžuški Turki so osvojili mesto v 14. stoletju in Milet uporabljali kot pristanišče za trgovino z Benetkami
Otomanski Turki so uporabljali mesto kot pristanišče v Anatoliji. Ko je pristanišče postalo zamuljeno, je bilo mesto opuščeno.
Zaradi starodavnega in poznejšega krčenja gozdov, paše (predvsem kozjih čred), erozije in onesnaženja tal ruševine mesta ležijo nekaj 10 km od morja  na gladkem in golem griču, napolnjenem s sedimenti, brez zemlje in dreves, le z makijo.
Kompleksu İlyas Bey iz leta 1403 z njegovo mošejo je Europa Nostra podelila status kulturne dediščine v Miletu.

## Arheološka izkopavanja
Prva izkopavanja v Miletu je opravil francoski arheolog Olivier Rayetove leta 1873, sledila sta nemška arheologa Julius Hülsen in Theodor Wiegand med letoma 1899 in 1931. Zemeljska dela so bila večkrat prekinjena po vojnah in iz drugih razlogov. Carl Weickart je kopal kratko sezono leta 1938 in ponovno med 1955 in 1957. Nato sta izkopavala Gerhard Kleiner in Wolfgang Müller-Wiener. Danes izkopavanja organizira Univerza Ruhr iz Bochuma, Nemčija.
Omembe vreden artefakt, odkrit v mestu ob prvih izkopavanjih v 19. stoletju, so Tržna vrata Mileta. Kos za kosom so bila prepeljana v Nemčijo in tam ponovno sestavljena. Trenutno so na ogled v Pergamonskem muzeju v Berlinu. Glavno zbirko artefaktov hrani Muzej Mileta v Didimi, kjer je od leta 1973.

### Velika odkritja

#### Bronasta doba
Izkopavanja iz bronaste dobe je od leta 1994 vodil Wolf-Dietrich Niemeir. Preiskave Mileta I do V so prinesle nova odkritja in spoznanja. Med drugim je bil v  minojskem opečnem svetišču v Miletu IV a najden zoglenel lesen prestol. Najdbe lesenega pohištva iz bronaste dobe so izredno redka. Kultni prestol je še posebej znan predstavnik Minojcev. Na prestolu je sedela svečenica in sprejemala darove. Tri minojske pečate so našli, med njimi tudi lentoid iz rožnatega kremena. Ima vgraviranega krilatega grifina, ki se bori v značilnem galopu z levom. Podobna predstavitev levinje je bila najdena na kupu z ritonom; dragocen primer iz kamene strele, verjetno daritev. Odkrili so tipične minojske freske, več lončenine z napisi v linearni pisavi A, kar posebej potrjuje minojsko prisotnost glede na lokalno prebivalstvo, saj bi morali pričakovati luvijanske like ali hetitski klinopis. Našli so ploščato marmornato utež z oznako šestih krogov, kalibrirana je po minojskem sistemu teže. Milet IV je zato še en dokaz za prevlado minojske mornarice v trgovskih mestih na Kikladih in v vzhodnem Sredozemlju.
To obdobje se je končalo okoli 1500 pr. n. št. z uničenjem, katerega vzrok je še vedno sporen. Druga najdba je bila zgodnejša plast, datirana na podlagi pepela in uničenja po izbruhu vulkana na otoku Tera. Tradicionalno je datirana v zadnjo tretjino 16. st. pr. n. št., a po znanstvenem datiranju v zadnjih dveh desetletjih veliko prej, proti drugi polovici 17. stoletja pr. n. št. Potem je bila plast pepela odstranjena in mesto obnovljeno kot na Kreti in drugih vzhodnih otokih. Uničenje je bilo morda tudi posledica gospodarskih težav in krize v vodstvu verske in politične elite, ki je prispevala k padcu Minojcev.  Milet V ima po uvoženem blagu mikenske značilnosti. Izdelovali so keramiko, saj je bilo v zaprtem prostoru najdenih sedem lončenih peči iz žgane opeke. Še vedno se zdi, da je bilo anatolskega prebivalstva malo. Milet V je bil zasut s 40 cm debelo plastjo ostankov požara. V zadnji bronastodobni plasti Milet VI niso našli nobene nove najdbe, ker je bila plast poškodovana zaradi rimskih stavb, zgrajenih na tem območju. Obdobje se je končalo okoli leta 1100 pr. n. št.

#### Arhaična doba
Izkopavanja v Miletu so se začela leta 1899, da bi se povečalo poznavanje tega mesta v arhaičnem obdobju, ko je Milet igral pomembno vlogo kot rojstni kraj jonske filozofije narave ali zaradi usode mesta na predvečer perzijskih vojn.
V resnici so predvojna izkopavanja prinesla predvsem rezultate za poznejša obdobja. Arhaične najdbe in ugotovitve so izkopali le na Kalabak-Tepeju in Ateninem templju in na samotnih krajih v okolici mesta. Armin von Gerkan zaradi teh precej skromnih najdb domneva, da je bil arhaični Milet na istem mestu kot poznejše mesto. Raziskava po vojni je želela ovreči Gerkanove teze. Zato so temeljiteje kopali v Ateninem templju.
Novejša raziskava je bila posvečena mestnemu okrožju na Kalabak-Tepeju, kjer je bil znan del mestnega obzidja. Na južnem pobočju hriba so bile stanovanjske površine, kjer so odkrili več peči. Poleg tega bi bilo treba na vzhodni terasi hriba pojasniti, kje je Artemidino svetišče. Tudi težave zgodnjega klasičnega doseljevanja po 494 pr. n. št. so bila očitne pri teh izkopavanjih. Poleg tega je bilo odkrito Afroditino svetišče iz Ojkusa, prej znano le iz virov. V skladu z najdbami votivnega templja so lahko ocenili široko trgovalno povezavo Mileta: veliko pobarvanih pivskih posod iz Grčije, zlasti Korinta, Šparte in Aten; etrurijski črn bukero vrč; velik glinasti kip s Cipra, obdelane školjke tridacnidae‘‘ iz severne Sirije in številni kosi nakita, amuleti, skarabeji in votivne figurice iz Egipta.
K ozemlju (chōra) Mileta spadajo bližnja naselja Ases, Fira in Tejhjusa, ki je v zalivu Akbük. Ases je bil odkrit leta 1992 na Mengerevem Tepeju. Po mnenju Herodota je bilo svetišče Atene Asesija po nesreči lidijskega kralja Alijata II. leta 600 pr. n. št. požgano. Glede na trenutno stanje raziskav so prepričani, da je na istem mestu, kot je bil arhaični Milet, nastalo poznejše mesto.

#### Helenistična in rimska doba
Theodor Wiegand je z velikimi površinskimi izkopavanji odkril pomembne najdbe iz helenistične in rimske dobe: Mesto je imelo ortogonalno cestno omrežje, kar je odkritelj imenoval hipodamos po Hippodamosu iz Mileta (grško Ἱππόδαμος), grškem mestnem načrtovalcu in urbanistu antike (živel v 5. st. pr. n. št., vendar natančni podatki o življenju niso znani). Potek helenističnega in poznejših mestnih obzidij je bil obnovljen. Pomembne zgradbe so:
- gledališče,
- bulevterijon, zbirališče bule (sveta),
- severni trg, skladišče,
- južni trg, katerega reprezentančna vrata je Theodor Wiegand odnesel v Berlin in so razstavljena v Pergamonskem muzeju,
- Nimfej, večnadstropni vodnjak s kiparskim okrasjem,
- Favstina, terme, rimsko kopališče,
- zahodni trg, trg ob Ateninem templju,
- stadion,
- Delfinijon, svetišče Apolona Delfinija, glavnega boga Miletčanov,
- preročišče svetišča Apolona iz Didime. Svetišče je povezano s 15 kilometrov dolgo Sveto potjo s Svetimi vrati Mileta. Apolonovo svetišče je bilo s 118 metri tretje največje v arhaičnem grškem obdobju in največje svetišče v helenističnem obdobju,
- procesijska pot s svojimi sedmimi postajami. Od 7. stoletja "do konca poganske antike leta 400 se je procesijska pot uporabljala že več kot tisoč let kot os miletskega ozemlja in povezovala dve glavni svetišči, mestni Delfinijon in zunajmestno svetišče v Didimi kot nasprotujoča pola drug proti drugemu". [24]

## Kolonije
Milet je postal znan po ustanavljanju veliko kolonij. Ustanovili so jih več kot katero koli drugo grško mesto. Plinij starejši omenja v svojem delu Naravoslovje (5.112) 90 kolonij, ki naj bi jih Milet ustanovil, med njimi:
| - Amiz - Apolonija - Dioskura - Histrija (antično mesto) - Odes - Olbija | - Pantikapajon - Fanagoreja - Fazis (mesto) - Pitej - Sinopa | - Tanais - Theodosia - Tomis - Tiras - Trapezunt |

## Pomembni prebivalci
- Tales (pribl. 624 do pribl. 546 pr. n. št.), filozof, predsokratik
- Anaksimander (pribl. 610 do pribl. 546 pr. n. št.), filozof, predsokratik
- Kadmos Miletski (živel pribl. 550 pr. n. št.), pisatelj
- Anaksimen (pribl. 585 do pribl. 525 pr. n. št.), filozof, predsokratik
- Hipodam iz Mileta (pribl. 498 do 408 pr. n. št.), urbanist
- Aspazija (pribl. 470 do 400 pr. n. št.), kurtizana in gospodarica Perikleja se je rodila v Miletu
- Aristid iz Mileta, pisatelj
- Hekatej, zgodovinar
- Hezihij iz Mileta (živel v 6. stoletju), grški kronist in biograf
- Izidor iz Mileta (živel v 4.–5. stoletju), grški arhitekt
- Aristagora (živel v 5.–6. stoletju), tiran Mileta
- Levkip (živel v prvi polovici 5. stoletja pred našim štetjem), filozof in začetnik atomizma (njegova poveza z Miletom je tradicionalna, vendar sporna